# Prudnik (gmina)
Prudnik est une gmina mixte du powiat de Prudnik, Opole, dans le sud-ouest de la Pologne, sur la frontière avec la République tchèque. Son siège est la ville de Prudnik, qui se situe environ 46 km au sud-ouest de la capitale régionale Opole.
La gmina couvre une superficie de 122,13 km2 pour une population de 29 506 habitants.

## Géographie
Outre la ville de Prudnik, la gmina inclut les villages de Chocim, Czyżowice, Dębowiec, Łąka Prudnicka, Mieszkowice, Moszczanka, Niemysłowice, Piorunkowice, Rudziczka, Szybowice, Wierzbiec et Wieszczyna.
La gmina borde les gminy de Biała, Głuchołazy, Korfantów, Lubrza et Nysa. Elle est également frontalière de la République tchèque.